# Free running
Freerunning är en idrott och rörelse som startades av Sebastien Foucan. Freerunning syftar till att anpassas för varje individs styrkor och svagheter. Termen Freerunning användes först som en direkt översättning av parkour för att den lättare skulle tilltala den engelska publiken i samband med att dokumentären Jump London släpptes år 2003. Mycket av freerunningens tankar och idéer hämtade Foucan från den rörelse (tankar och idéer), Jeet Kune Do, som kampsportaren, skådespelaren och regissören Bruce Lee lade grunden till. I den ingår principer som "Using no way as way", "Having no limitation as limitation", "Absorb what is useful, reject what is useless and add what is specifically your own", "Honestly expressing oneself" mm.

## Synsätt och grundprinciper
Den mest centrala principen i freerunning är att uttrycka sig själv genom rörelse i omgivningen utan några gränser.
Några av de andra principerna som är centrala inom freerunning är att ha en positiv attityd, respektera omgivningen, och att lyssna på kroppens signaler och vara medveten om sina egna gränser.. I sin bok beskriver Sébastien Foucan att  ’’The way of Freerunning is different: freerunning is about constant evolution, it’s not about victory or profits … in Freerunning, competition is a limitation and an illusion.’’